# Yanick Dupré Memorial Award
Lo Yanick Dupré Memorial Award è un premio annuale della American Hockey League che viene assegnato al giocatore che maggiormente si impegna per il bene della propria comunità. Il vincitore del premio viene scelto direttamente dal presidente della AHL.
Il trofeo fu istituito in memoria dell'ex giocatore degli Hershey Bears Yanick Dupré, morto di leucemia a soli 24 anni.

## Vincitori
| Stagione  | Giocatore                          | Squadra                               |
| --------- | ---------------------------------- | ------------------------------------- |
| 1997-98   | John Jakopin                       | Beast of New Haven                    |
| 1998-99   | Brent Thompson                     | Hartford Wolf Pack                    |
| 1999-2000 | Mike Minard                        | Hamilton Bulldogs                     |
| 2000-01   | Mike Minard                        | St. John's Maple Leafs                |
| 2001-02   | Travis Roche                       | Houston Aeros                         |
| 2002-03   | Jimmy Roy                          | Manitoba Moose                        |
| 2003-04   | Kurtis Foster                      | Chicago Wolves                        |
| 2004-05   | Duncan Milroy                      | Hamilton Bulldogs                     |
| 2005-06   | Mitch Fritz                        | Springfield Falcons                   |
| 2006-07   | Matt Carkner                       | WBS Penguins                          |
| 2007-08   | Denis Hamel                        | Binghamton Sen.s                      |
| 2008-09   | Brandon Rogers                     | Houston Aeros                         |
| 2009-10   | Josh Tordjman                      | S. Antonio Rampage                    |
| 2010-11   | Cody Bass                          | Binghamton Sen.s                      |
| 2011-12   | Nick Petrecki                      | Worcester Sharks                      |
| 2012-13   | Mike Zigomanis                     | Toronto Marlies                       |
| 2013-14   | Eric Neilson                       | Syracuse Crunch                       |
| 2014-15   | Kyle Hagel                         | Charlotte Checkers                    |
| 2015-16   | Ryan Carpenter                     | San Jose Barracuda                    |
| 2016–17   | A.J. Greer                         | S. Antonio Rampage                    |
| 2017–18   | Scooter Vaughan                    | Chicago Wolves                        |
| 2018–19   | Landon Ferraro                     | Iowa Wild                             |
| 2019–20   | Troy Grosenick                     | Milwaukee Admirals                    |
| 2020-21   | / Athletic trainers and therapists | 31 AHL teams                          |
| 2021-22   | Dakota Mermis                      | [[Iowa Wild\| Iowa Wild]]             |
| 2022-23   | Jimmy Oligny                       | [[Manitoba Moose\| Manitoba Moose]]   |
| 2023-24   | Daniel Walcott                     | [[Syracuse Crunch\| Syracuse Crunch]] |